# Hinazosin
Hinazosin je antihipertenzivni antagonist α1-adrenergičkog receptor.